# سفير (عائلة صواريخ)
عائلة صواريخ سفير الفضائية : هي صواريخ فضائية إيرانية بعدة نماذج مختلفة قادرة على وضع ساتل في مدار حول الأرض (LEO). كان أولها الصاروخ الفضائي سفير 1. الذي يعتبر أول مركبة إطلاق فضائية إيرانية تُستَخدَم لوضع الأقمار الصناعية في مدار أرضي. ففي 17 آب 2008م قامت جمهورية إيران بإطلاق القمر الصناعي التجريبي سفير 1 بنجاح. وبتأريخ 2 فبراير/ شباط 2009م، أعلنت جمهورية إيران إتمام عملية إطلاق أول قمر صناعي لها أُطلِقَ عليه إسم أميد، أي (الأمل) على متن الصاروخ (سفير 2). وقد جاء ذلك متزامناً مع الذكرى الثلاثين للثورة الإيرانية. القمر مصنوع بشكل كامل في جمهورية إيران وهو من النوع الخفيف ووظيفته تتركز بالقيام باتصالات مع محطة أرضية لإجراء قياسات مدارية، وهو يقوم بخمسة عشر دورة حول مدار الأرض خلال 24 ساعة. وتتم مراقبته من المحطة الأرضية مرتين عند كل دورة. يُذكَر أن جمهورية إيران تمتلك بالفعل واحدة من أكبر ترسانات الصواريخ الباليستية في منطقة الشرق الأوسط، إن لم تكن هي الأكبر بالفعل. وتمكنت إيران أيضاً من تطوير قدرتها على إطلاق الأقمار الصناعية المدنية منها والعسكرية كالقمر الصناعي العسكري الإيراني نور 1 و2. ويتراوح نظام جمهورية إيران الصاروخي بين أنواع متفاوتة المدى تتراوح ما بين 45 كيلومتراً إلى 10 آلاف كيلومتر. كما ويضم صواريخ باليستية، ومجنحة بعيدة المدى، إضافةً إلى صواريخ خارقة للدروع يمكن إستخدامها ضد أهداف بحرية. وبهذا تقع القارة الأوروبية وسواحل ألاسكا وأجزاء من آسيا في مرمى الصواريخ الإيرانية.

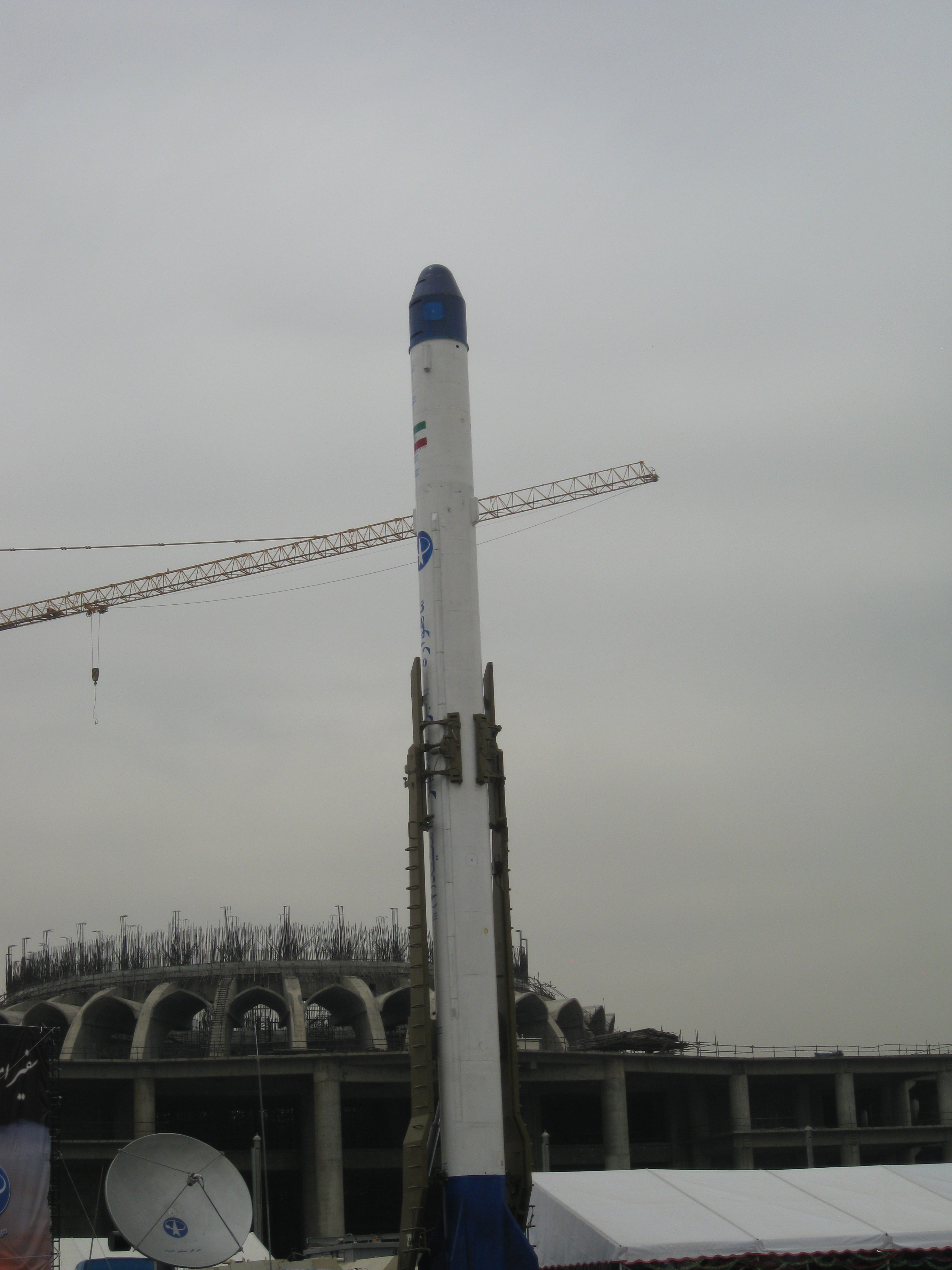
سفير 2، أول صاروخ فضائي إيراني بإمكانه وضع ساتل في مدار حول الأرض

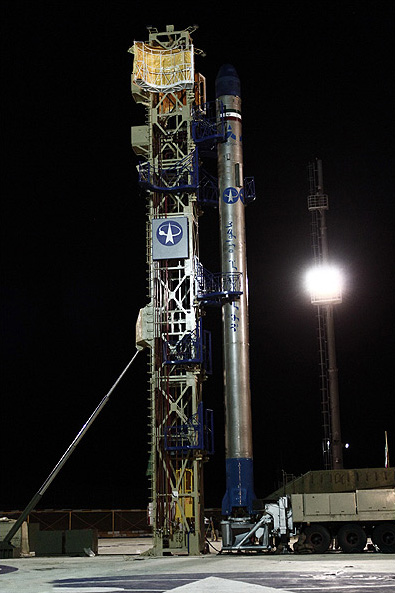
إطلاق القمر الصناعي (نويد) على متن حامل الأقمار الصناعية سفير

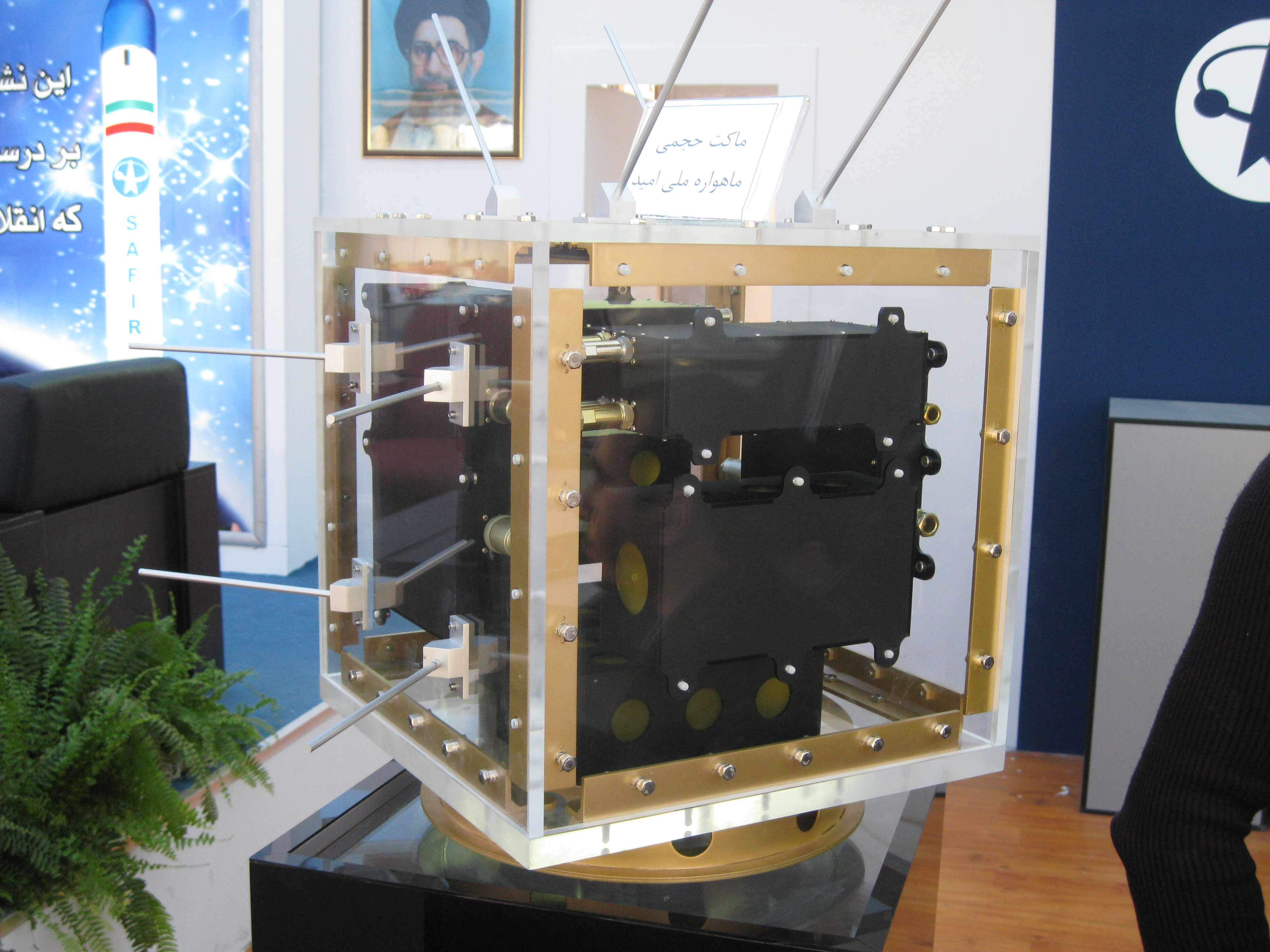
القمر الصناعي أميد والذي أُرسِلَ على متن الصاروخ الفضائي الإيراني سفير 2

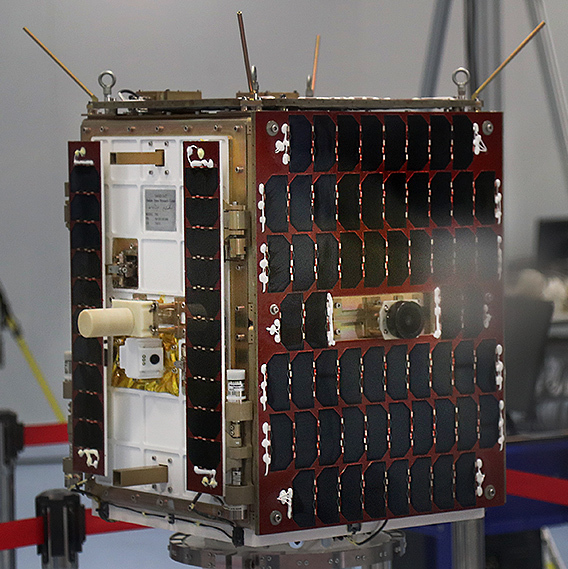
القمر الصناعي الوطني الإيراني ناهيد-1 المخصص للإتصالات

## إطلاق أول نموذج من عائلة صواريخ سفير الفضائية
أعلنت جمهورية إيران أنها حققت إنجازاً تأريخياً بإطلاق صاروخ الأبحاث سفير-1 الذي وصل إلى مدار الفضاء يوم الإثنين 4 شباط/ فبراير/ 2008م. ويُعتقد أن صاروخ سفير-1 هو صاروخ باليستي محسن من طراز شهاب-3، ويبلغ مداه حوالي 1500 كيلومتر (930 ميلاً). وجرى إختبار صاروخ سفير 1 بحضور الرئيس الإيراني السابق محمود أحمدي نجاد. ويبدو أنه أعطى أوامر الإطلاق بنفسه. وذكرت التقارير أن صاروخ سفير-1 تم إطلاقه من قاعدة صواريخ في صحراء سمنان جنوب شرق العاصمة الإيرانية طهران. وقبل تجربة الإطلاق، إفتتح أحمدي نجاد أيضاً أول مركز لأبحاث الفضاء في إيران. وأعلن هنا أن القمر الصناعي أوميد (الأمل) سيتم وضعه في مداره في المستقبل القريب. وأدى الإختبار إلى تكهنات جديدة بأن الإيرانيين قد يتابعون إطلاق قمر صناعي عسكري. وفي الوقت نفسه، أصدرت الولايات المتحدة الأمريكية إدانة أخرى للتجربة قائلة إنها "مؤسفة" وأنها ستزيد من عزلة الجمهورية الإسلامية عن المجتمع الدولي.

## نماذج عائلة صواريخ سفير الفضائية
سفير 1: هو أول صاروخ فضائي إيراني الصنع من سلسلة صواريخ عائلة سفير، ففي 17 آب 2008م قامت إيران بإطلاق القمر الصناعي التجريبي سفير-1 إلى الفضاء الخارجي، وفي هذا التاريخ أطلقت جمهورية إيران أول سفير لها إلى الفضاء بدون حمولة. وفي هذا اليوم أعلن رضا تقي زادة رئيس وكالة الفضاء الإيرانية خلال مقابلة مع قناة (خبر) عن نجاح عملية إطلاق القمر الصناعي سفير إلى الفضاء وقال: لقد نجح القمر الصناعي سفير في الإستقرار في مدار له على مسافة 650 كيلومتر من على سطح الأرض.
سفير 1-A: يُعتَبر (Safir 1-A) أول نسخة مطورة من صاروخ سفير الأصلي، وتشمل هذه الترقيات أجهزة الاستشعار المختلفة، وأنظمة القياس عن بعد، وأنظمة الملاحة والتحكم، بالإضافة إلى زيادة الحد الأقصى لارتفاع المدار من 250 إلى 275 كيلومتراً.
سفير 1-B: يُعَد صاروخ (Safir 1-B) بمثابة ترقية إضافية لتصميم (Safir 1-A). وقد تمت ترقية محرك المرحلة الأولى وتحسينه، مما أدى إلى زيادة الدفع من 32 إلى 37 طناً (363 كيلو نيوتن/ 82500 رطل). وتم تعديل محرك المرحلة الثانية. فقد تمت ترقيته بقدرة التحكم في ناقلات الدفع وأصبح أكثر كفاءة. وقد أدت هذه الترقيات إلى زيادة قدرة الحمولة إلى 50 كيلوغراماً، وزيادة الحد الأقصى لارتفاع المدار إلى 400 كيلومتر.
سفير 2: هو أول صاروخ إيراني الصنع بإمكانه وضع ساتل في مدار حول الأرض، فهو من الصواريخ المدارية ذاتية الدفع، وذو مرحلتين أو ثلاث مراحل كما أشارت تقارير غربية سابقة إلى ذلك. والقادر على حمل رؤوس حربية غير تقليدية، والذي تم بواسطته وضع القمر الصناعي الإيراني أُميد، أي الأمل (بالفارسية) في مداره الأرضي، وذلك بمناسبة الذكرى الثلاثين للثورة الإسلامية الإيرانية، يبلغ مدى صاروخ سفير-2 الفضائي والذي قامت بصناعته وكالة الفضاء الإيرانية أكثر من 2000 كيلومتر، كما ويبلغ ارتفاعه 22 متراً، ونصف قطر دائرة قمته 1.25 متر، ويصل وزنه إلى نحو 26 طناً وباستطاعته أن يضرب إسرائيل وجنوب شرق أوربا. فبحسب تقارير وكالة الفضاء الإيرانية فإن هذا الصاروخ ينتمي إلى عائلة صواريخ شهاب. وتشير التقارير الإستخبارية الأمريكية إلى أن الصاروخ الجديد هو تطوير لصاروخ (شهاب- 3) الذي صنعت جمهورية إيران منه أكثر من نسخة، وهي: شهاب- 3 إيه، شهاب- 3 بي، وشهاب- 3 سي، ويصل مداها إلى ألفي كيلومتر، وهو ما يعني أنها تنال إسرائيل ومناطق في جنوب وجنوب شرق أوروبا. وتثير التقنيات العلمية المستخدمة في تصنيع هذا الصاروخ قلق الغرب، فهو يعمل بالوقود الصلب في أحد مراحله، وفي مرحلة لاحقة تقول تقارير إعلامية أمريكية إنه يعمل بالوقود السائل، وهي تقنية عالية تَستخَدِم مزيجاً من الهيدروجين والغازات الأخرى توضع في حالة سائلة، ويتم مزجها في غرف الاشتعال في المحركات لتوليد الطاقة اللازمة للدفع، وهي طاقة أكبر بكثير من تلك المتولدة عن إستخدام الوقود الصلب. وتعني أيضاً وصول العلوم الفضائية الإيرانية لمرحلة متقدمة، قد تسمح لإيران بتطوير ترسانتها الصاروخية للوصول إلى مدى تغطية أوسع بكثير من أقصى مدى وصلت إليه الصواريخ الإيرانية في الوقت الراهن، حيث يعني وصول مدى الصواريخ الإيرانية إلى 3500 كيلومتر، أن تنال ذراع إيران الطويلة عواصم غربية مهمة مثل باريس وأمستردام وروما وفيينا وبرلين وبراغ. كما أنه على المستوى الإستراتيجي فإن هناك مخاوف أمريكية من أن إستمرار جمهورية إيران في تطوير ترسانتها الصاروخية سوف يؤدي على المدى المتوسط إلى تحقيق توازن ردع مع إسرائيل، وعلى المدى الطويل إلى امتلاك إيران لصواريخ عابرة للقارات، بما قد يتيح لها تهديد قلب الأرض الأمريكية، أو أهداف إستراتيجية أمريكية وغربية في المياه الدولية، وهو خطر تزداد تأثيراته إذا ما إمتلكت إيران رؤوساً حربية نووية. ولا تتوافر معلومات دقيقة عن حمولة هذا الصاروخ الفضائي، إلا أن تقارير وزارة الدفاع الأمريكية (البنتاغون)، ووكالات المخابرات الأمريكية والغربية تشير إلى أن سفير- 2 قادر على حمل رأس متفجر، وزنه واحد طن متري، أي حوالي 700 كيلوغرام. ومن خلال التجربة الأخيرة التي أُجرَيت عليه لوضع القمر الصناعي أميد في مداره، فإن هذا الصاروخ قادر على العمل في المدارات الأرضية المنخفضة نسبياً، والتي تتراوح ارتفاعاتها ما بين 200 إلى 650 كيلومتراً. وقد تم إطلاق الصاروخ الجديد والقمر الصناعي الذي يحمله من مركز الإطلاق الفضائي في منطقة شاهرود الواقعة بالقرب من بحر قزوين شمال شرقي إيران. وقد تم تجربة الصاروخ ثلاث مرات خلال عامي 2007م، و2008م، وقد أكدت تقارير وكالة الفضاء الإيرانية أن المحاولات الثلاثة قد نجحت. وأثار هذا الصاروخ الفضائي قلق حكومات غربية في مقدمتها الولايات المتحدة من أن تتجاوز الأهداف الإيرانية مجرد إستخدام هذه النوعية من الصواريخ في إطلاق أقمار صناعية إلى تطوير نظام صواريخ بعيد المدى. وكانت كلٌ من الولايات المتحدة وفرنسا الأكثر تعبيراً عن القلق الغربي من الخطوة الإيرانية الأخيرة، حيث عبرَّت الولايات المتحدة الأمريكية عن قلقها إزاء إطلاق إيران لأول قمر صناعي بواسطة صاروخ من نوعية سفير- 2، ورأت واشنطن أن الكثير من التقنيات التي يتضمنها هي ذاتها المستخدمة في الصواريخ الباليستية طويلة المدى. اما فرنسا فقد قالت من خلال المتحدث باسم الرئاسة الفرنسية إريك شيفالييه للصحفيين: إن إطلاق هذا القمر الصناعي يثير قلقنا، مشيراً إلى أن هذه التكنولوجيا مشابهة جداً للقدرات الباليستية. وتابع قائلاً: لا يسعنا سوى أن نربط ذلك بالمخاوف الشديدة بشأن تطوير (إيران) قدرة عسكرية نووية، وشدد على أن هناك تشابهاً كبيراً جداً على الصعيد التكنولوجي مع تقنيات الصواريخ الباليستية، وهو ما يقلقنا.

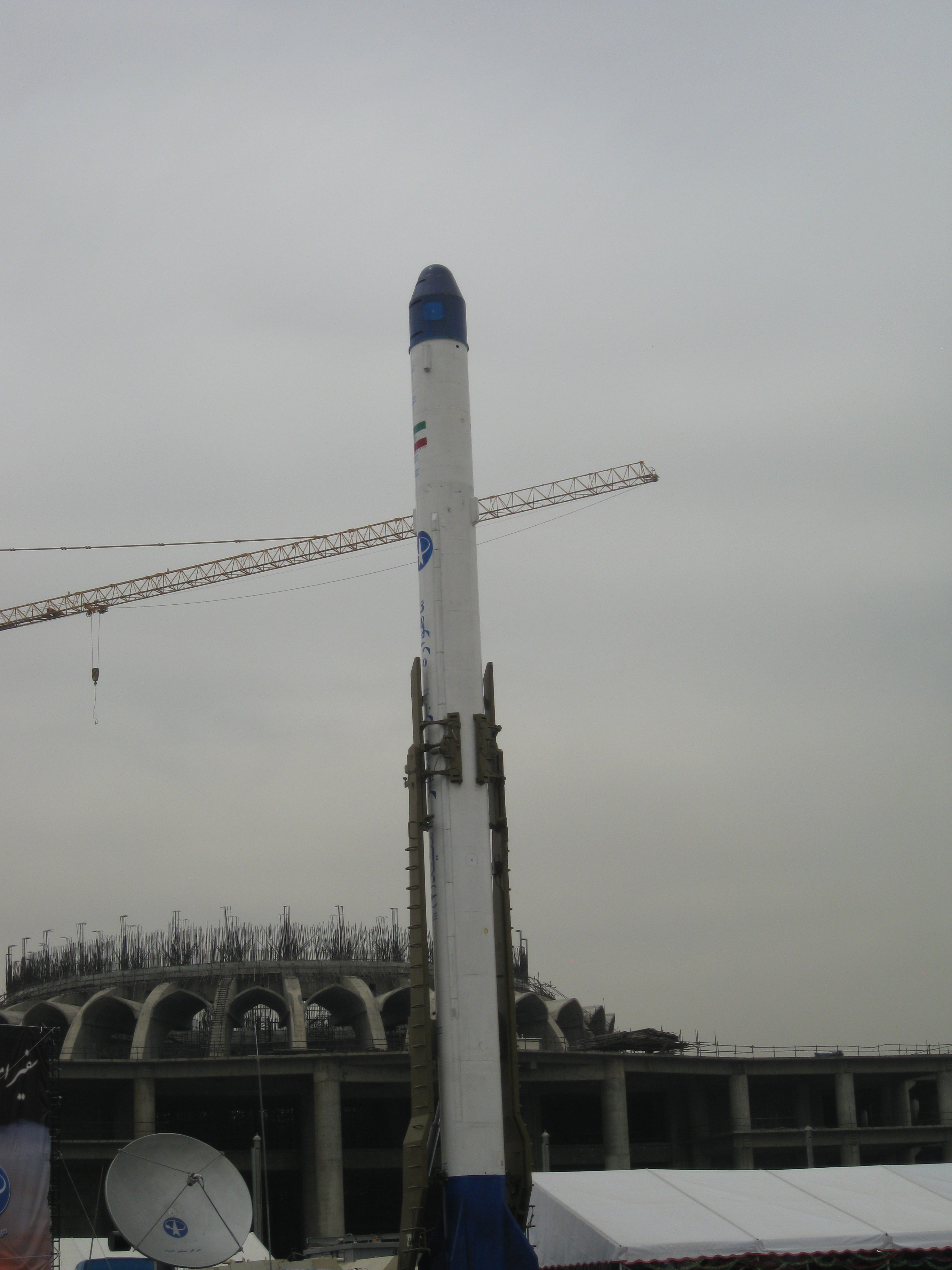
سفير 2، أول صاروخ فضائي إيراني بإمكانه وضع ساتل في مدار حول الأرض

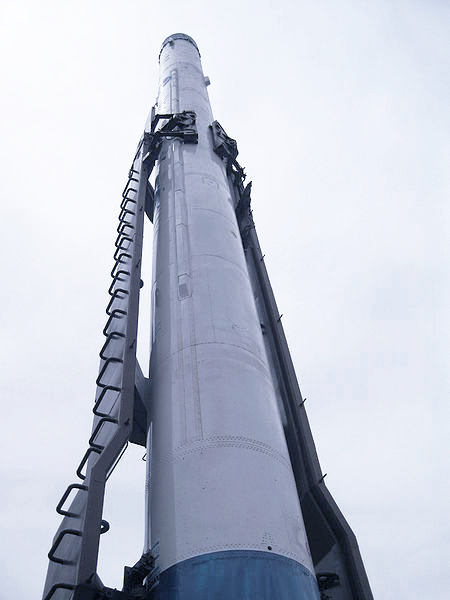
سفير 2، صاروخ إيراني حامل للأقمار الصناعية

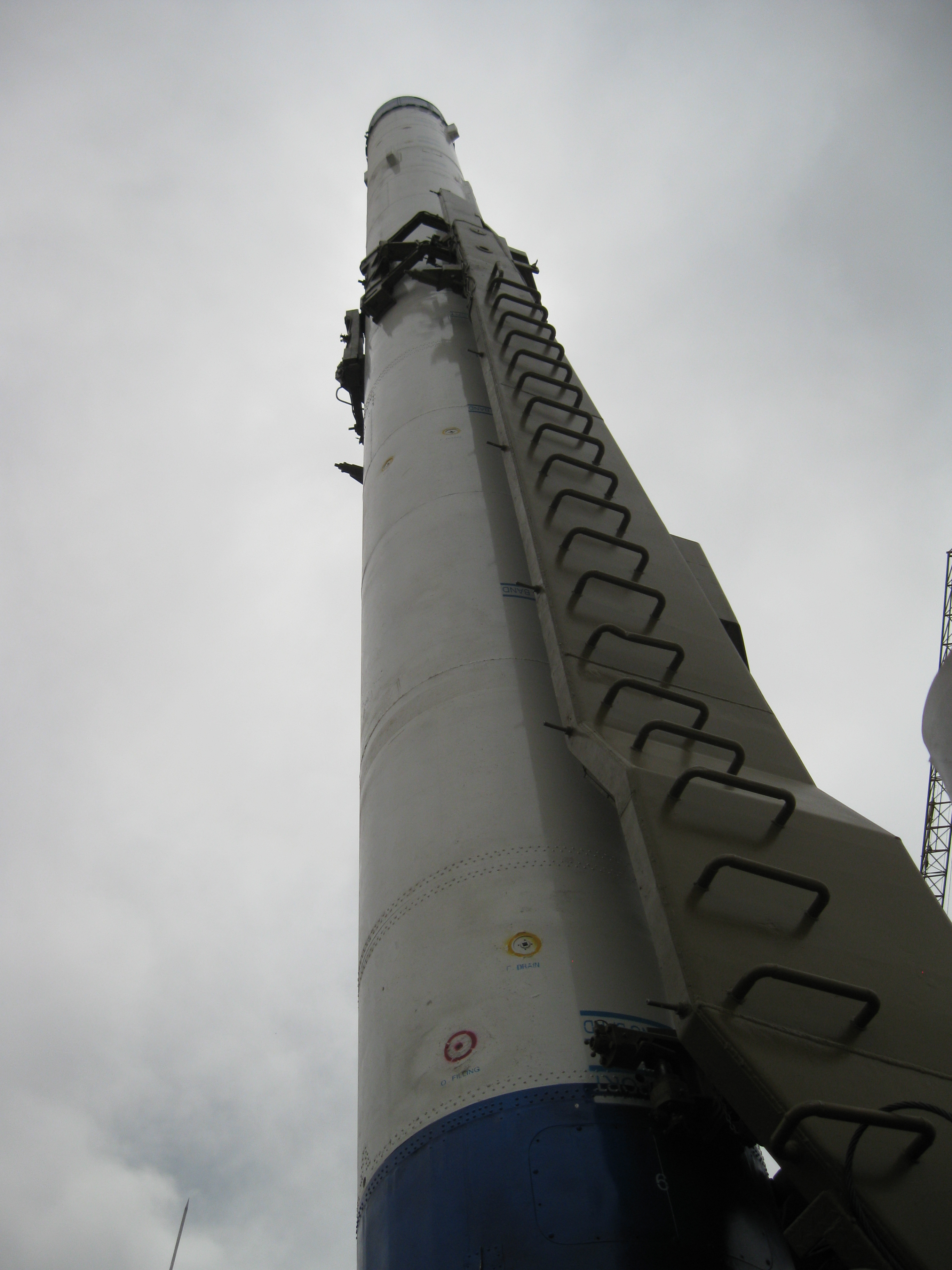
سفير 2، والذي سبق الصاروخ الفضائي الإيراني سفير 3

سفير 3: هو جيل جديد من الصواريخ الحاملة للأقمار الصناعية، وأكد مساعد وزير الدفاع واسناد القوات المسلحة الإيرانية العميد سيد مهدي فرحي انه سيتم إطلاق الصاروخ سفير 3 لنقل قمر صناعي في نهاية اذار/ مارس 2016 بزنة 700 كغم ووضعه في مدار ألف كيلومتر حول الارض. حيث ان صُنع الصاروخ الحامل (سفير 3) يعني الإنتقال من صُنع صاروخ حامل بزنة 26 طناً إلى 85 طناً وهو في حد ذاته انجاز كبير جداً لجمهورية إيران.

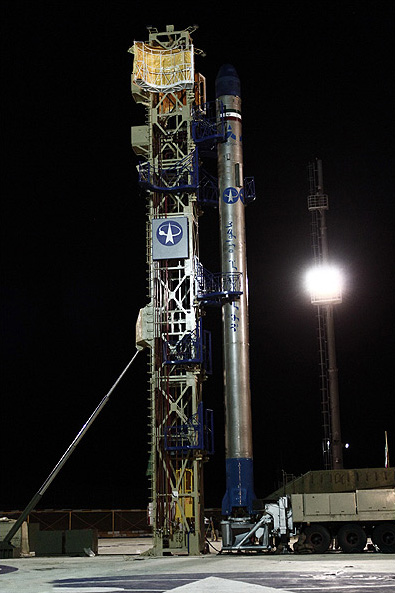
إطلاق القمر الصناعي (نويد) على متن حامل الأقمار الصناعية سفير

سفير فجر: هو صاروخ إيراني حامل للأقمار الصناعية والذي بنته مؤسسة الصناعات الفضائية التابعة لوزارة الدفاع الإيرانية، الأمر الذي يؤكد قدرة إيران على بناء صواريخ حاملة للأقمار الصناعية. ومهمة هذا الصاروخ هو إرسال القمر الصناعي الرابع لإيران وهو فجر إلى الفضاء. حيث نجحت إيران يوم الإثنين 2 فبراير/شباط عام 2015 في إطلاق قمر صناعي جديد للمراقبة يحمل إسم فجر، هو الأول منذ عام 2012م، ووِضِعَ القمر الذي يزن 52 كيلوغراماً بنجاح في المدار على إرتفاع 450 كلم عن سطح الأرض. وذكرت وكالة أنباء الجمهورية الإسلامية أن القمر الصناعي هو الرابع الذي يُرسَل إلى الفضاء من صنع إيراني. وكانت إيران قد أرسلت إلى الفضاء 3 أقمار صناعية بين عامي 2009 و2012، كما أرسلت كبسولتين فضائيتين، أولاهما في فبراير/شباط عام 2010 وبداخلها جرذ وسلاحف وحشرات، والثانية في يناير/كانون الثاني عام 2013، والتي أُطلِقَ عليها كبسولة بيشكام وبداخلها قرد، وقد عادت جميعها أحياء.

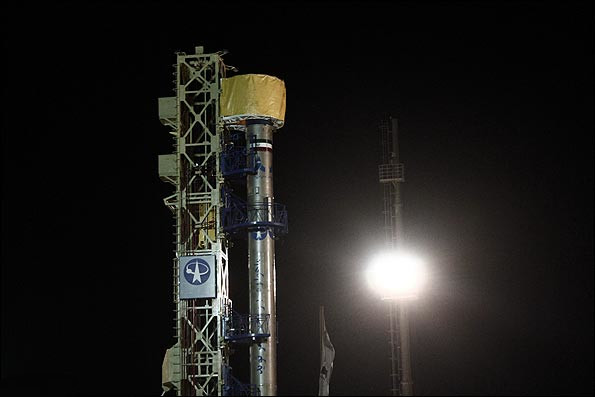
التحضيرات لإطلاق القمر الصناعي (نويد) على متن حامل الأقمار الصناعية سفير

## معرض الصور

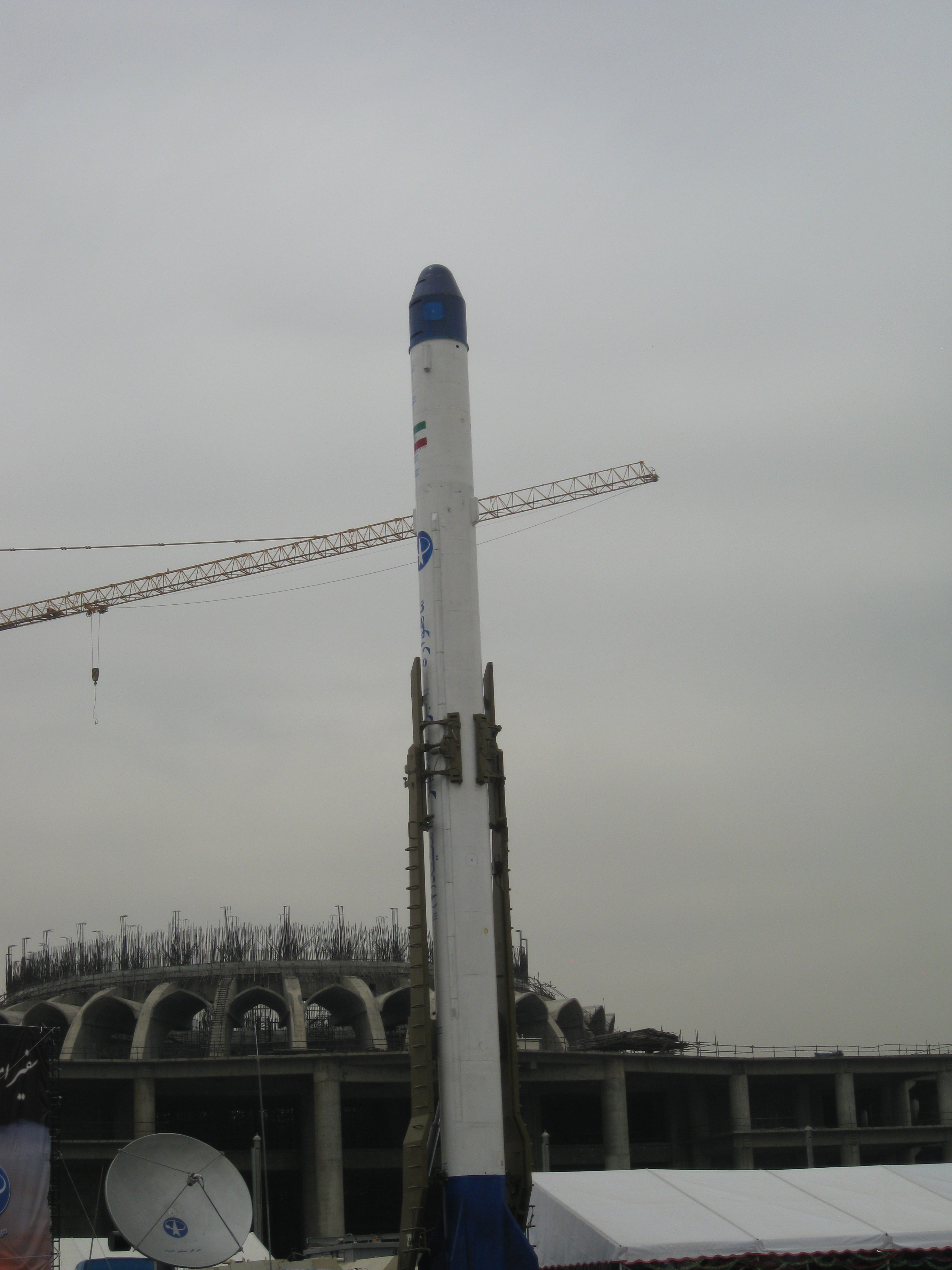
سفير 2، أول صاروخ فضائي إيراني بإمكانه وضع ساتل في مدار حول الأرض

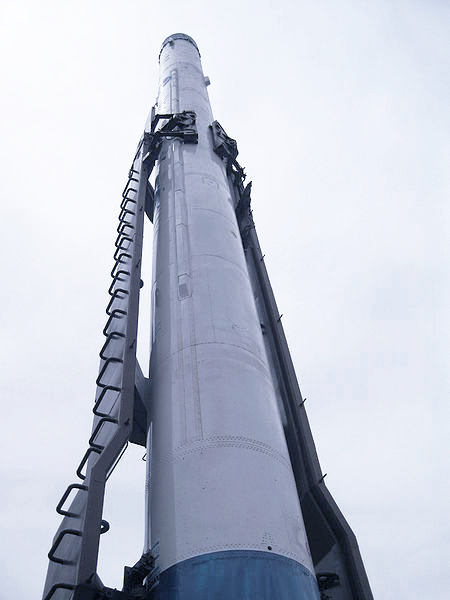
سفير 2، صاروخ إيراني حامل للأقمار الصناعية

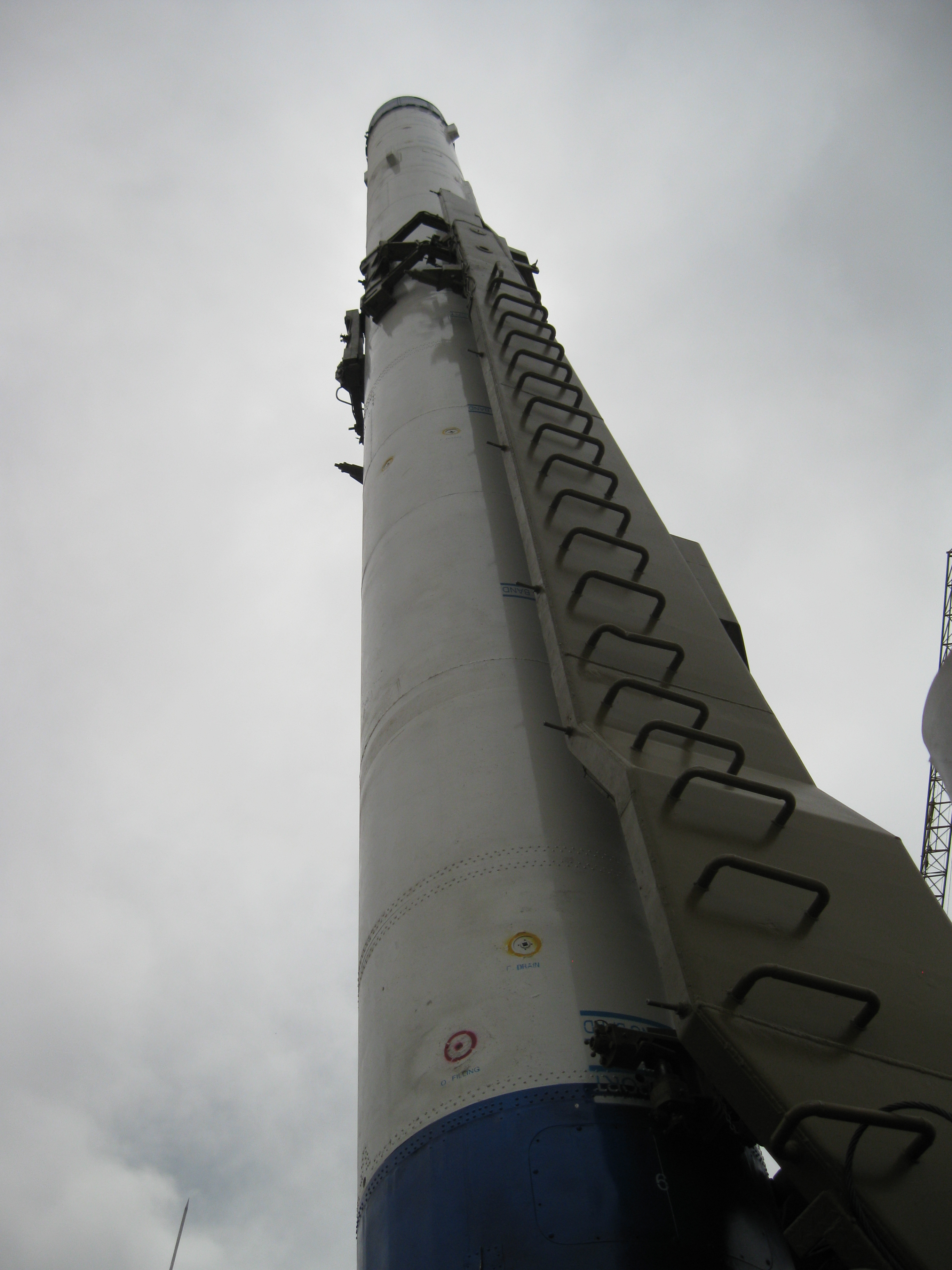
سفير 2، والذي سبق الصاروخ الفضائي الإيراني سفير 3

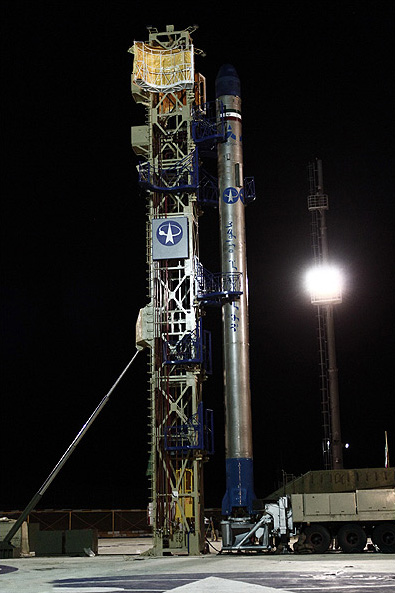
إطلاق القمر الصناعي (نويد) على متن حامل الأقمار الصناعية سفير

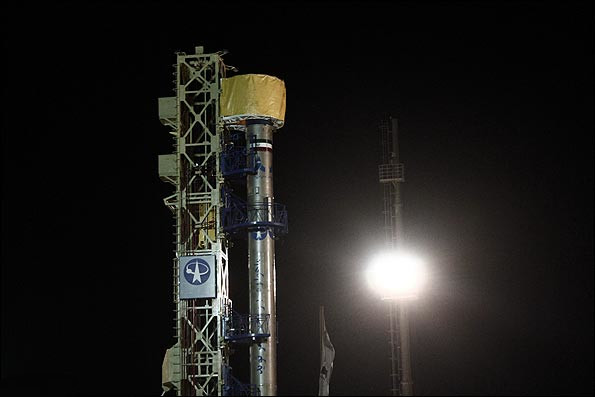
التحضيرات لإطلاق القمر الصناعي (نويد) على متن حامل الأقمار الصناعية سفير

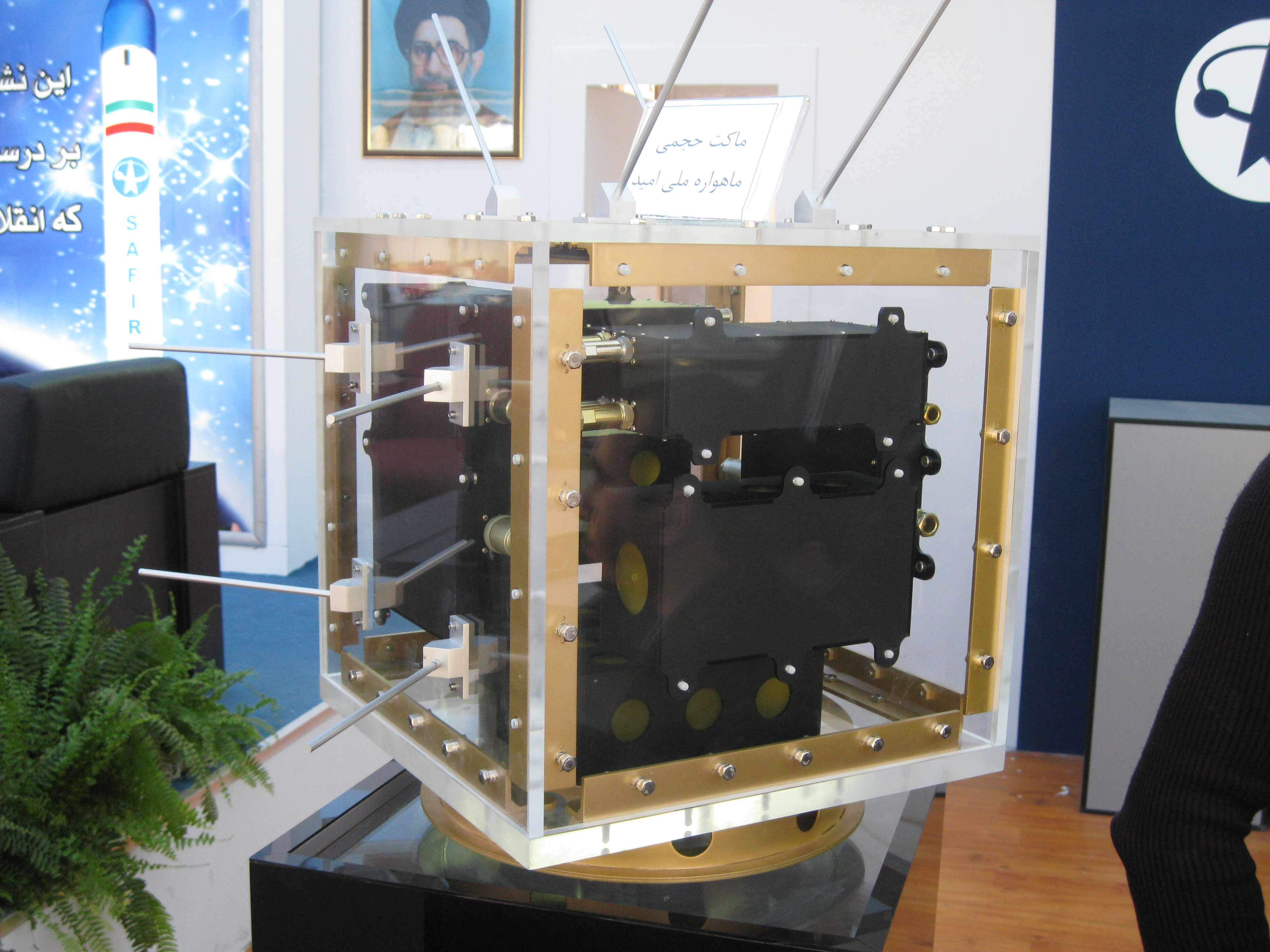
القمر الصناعي أميد والذي أُرسِلَ على متن الصاروخ الفضائي الإيراني سفير 2

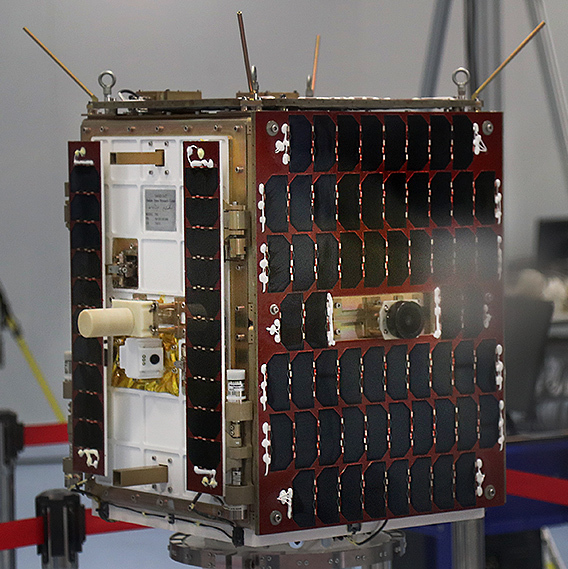
القمر الصناعي الوطني الإيراني ناهيد-1 المخصص للإتصالات

## مواضيع ذات صلة
- أميد (قمر صناعي)
- وكالة الفضاء الإيرانية
- نور 1 (قمر صناعي)
- نور 2 (قمر صناعي)
- نور 3 (قمر صناعي)
- نويد (قمر اصطناعي)
- أميد (قمر صناعي)
- كبسولة بيشكام
- وكالة الفضاء الإيرانية